# Xanthoria
Xanthoria è un genere di licheni della famiglia Teloschistaceae. Comprende circa venti specie, delle quali la più diffusa è certamente Xanthoria parietina, che presenta un tallo di colore giallo carico.

## Tassonomia
Le specie sono:
- Xanthoria alaskana
- Xanthoria alexanderbaai
- Xanthoria alfredi
- Xanthoria borealis
- Xanthoria candelaria
- Xanthoria concinna
- Xanthoria elegans
- Xanthoria fallax
- Xanthoria fulva
- Xanthoria hasseana
- Xanthoria karrooensis
- Xanthoria papillifera
- Xanthoria parietina
- Xanthoria polycarpa
- Xanthoria ramulosa
- Xanthoria sorediata
- Xanthoria subramulosa
- Xanthoria tenax
- Xanthoria tenuiloba